# 孝昌県
孝昌県（こうしょう-けん）は中華人民共和国湖北省孝感市に位置する県。

## 行政区画
- 鎮:花園鎮、豊山鎮、周巷鎮、小河鎮、王店鎮、衛店鎮、白沙鎮、鄒崗鎮
- 郷:小悟郷、季店郷、花西郷、陡山郷